# Henry Prunières
Henry Prunières, né à Paris 6e le 24 mai 1886 et mort à Nanterre le 11 avril 1942, est un musicologue français, propagandiste de l'art contemporain international sous diverses formes : musique, danse, peinture, etc. Il occupe, dans les milieux artistiques occidentaux — spécialement musicaux — de l'entre deux guerres, une place importante.
Éditeur scientifique de la première édition monumentale des œuvres de Lully, il est le fondateur en 1919 de La Revue musicale.
Il a utilisé dans sa jeunesse le pseudonyme Henry Debusne.

## Biographie
Fils de Gaston Prunières et d'Anna Guibbert, Henry Prunières nait le 24 mai 1886 à Paris.
Après son baccalauréat, il entreprend des études au Conservatoire de musique de Paris (violoncelle, harmonie, composition) puis à l'École pratique des hautes études et suit à La Sorbonne les cours de Romain Rolland sur l'histoire de la musique. Les deux hommes, unis par l'amour de la musique et par la nécessite de construire une musicologie plus rigoureuse et mieux reliée à son environnement (artistique, politique, économique), commencent une amitié qui ne s'arrête qu'à la mort d'Henry Prunières, avec une interruption durant la Première guerre mondiale en raison de leur complet désaccord sur l'analyse de la situation mondiale.
En novembre 1908, il épouse Camille Vast (1889-1983) avec laquelle il a 6 enfants.
Il fait de nombreuses recherches en Italie dans les bibliothèques, conservatoires, archives diverses, pour pouvoir rédiger ses thèses universitaires.
Henry Prunières avait une santé fragile. Durant son service militaire dans un régiment d'infanterie, il est réformé en raison de l'état de son cœur et versé du service actif au service auxiliaire. Au début de la guerre, en août 1914, avec l'envahissement de la Belgique et de la France par l'armée allemande, Henry Prunières cherche à s'engager dans le service actif pour aller se battre contre les Allemands ; il essaye même de se faire recommander par des personnalités politiques pour arriver à s'engager dans des unités combattantes. En vain. Finalement, il accepte d'être attaché à la Mission économique de France à Rome, l'Italie ayant rejoint La France et l'Angleterre (et leurs alliés) dans la guerre.
En 1927, il est à l'initiative de la création de la Société internationale de musicologie.
Il participe à l'aide envers les réfugiés qui fuient l'Allemagne nazie.
Victime d'une première hémorragie cérébrale en 1938 qui le laisse paralysé du côté gauche, puis d'une autre en 1939 qui l'empêche définitivement de reprendre ses activités, il meurt le 11 avril 1942 d'un troisième accident vasculaire cérébral.

## Publications musicologiques
- Lecerf de la Vieville et l'esthétique musicale classique au XVIIe siècle, S.I.M. 15/06/1908
- La Jeunesse de Lully (1632-1662) (en collaboration avec Lionel de La Laurencie), SIM, mars 1909
- Lully, coll. Les maîtres de la musique, ed. Laurens, 1910
- Recherches sur les années de jeunesse de J. B. Lully, 1910
- Une représentation à Paris du Xerse de Cavalli, Le Monde musical, 15/06/1911
- Jean de Cambefort, L'année musicale, 1912 (ed. Alcan)
- La musique de la chambre et de l'écurie sous le règne de François Ier, L'Année musicale
- Notes sur les origines de l'Opéra français (International Musik Gesellschaft, 12e année, 4e cahier
- L’opéra italien en France avant Lulli, Paris, Champion, 1913, xlvii-432 (OCLC 458203882, BNF 31156479, lire en ligne)

- Prix Bordin de l’Académie française en 1914
- La musique instrumentale dans les Ballets de Cour, Le Monde musical
- Le Ballet de Cour en France avant Benserade et Lully, ed. Laurens, 1914
- À propos de Psyché, Le Monde Musical, 15/05/1914
- La vie scandaleuse de J. B. Lully, Mercure de France, 1/04/1916
- Les petits violons de Lully, Echos Musical, 30/4/1920
- Notes sur une partition faussement attribuée à Cavalli L'Eritrea, 1686, Revista Musicale Italiana 1920
- Stendhal et Rossini, Revue critique des idées et des livres, 15/07/1920
- Bénigne de Bacilly, Revue de Musicologie, 11/1923
- Claudio Monteverdi coll. Les maîtres de la musique, ed. Librairie Félix Alcan, 1924
- La vie et l'œuvre de Claudio Monteverdi, illustr. de Maxime Dethomas, ed. Les éditions musicales de la Librairie de France, 1926

- Prix Charles Blanc de l’Académie française en 1927
- Cavalli et l'Opéra vénitien au XVIIe siècle, coll. Maîtres de la musique ancienne et moderne, ed. Rieder, 1931
- Mélange de musicologie : Les musiciens du Cardinal Antonio Barberini (en hommage à M. de la Laurencie), Sté Française de Musicologie, 1933
- Nouvelle histoire de la musique (2 volumes 1934 et 1936, inachevée), introduction par Romain Rolland. Éd Rieder
- La cantate italienne à voix seule au XVIIe siècle (Encyclopédie Lavignac)
- Notice bibliographique sur les Cantates de Luigi Rossi au Conservatoire de Naples
- Le théâtre de Cour de Drottningholm en Suède
- La vogue de l'opéra en France au XVIIe siècle

## Éditions musicales
- San Martini (Giuseppe) : 1er concerto extrait des 6 grands concertos op. 8, mis à jour par Henry Prunières. Ed Sénart, 1924
- Les Maîtres du chant, collection de 6 recueils publiés sous la direction d'Henry Prunières, chez Heugel : airs, transcription et réalisation de la basse continue par Germaine Tailleferre : airs italiens - airs de Lully - airs italiens 2e volume - airs français 1er et 2e volumes - airs italiens 3e volume.
- Antonio Soler : Sonate et toccata, Le monde musical, 15/12/1912
- Luigi Rossi : Passacaille, Le monde musical, 15/12/1912
- Luigi Rossi : Aria, canzone, Le monde musical, 15/2/1913
- Luigi Rossi : Aria spirituale, canzone, Le monde musical, 28/12/1913
- Œuvres complètes de Jean-Baptiste Lully, 40 volumes prévus, 10 publiés avant guerre, et 1 gravé, Édition de la Revue Musicale puis Édition Lully. Notices historiques et critiques, révisions et transcriptions des textes, commentaires bibliographiques par Henry Prunières :
  - Ballets tome 1 : Ballet du temps ; Ballet des plaisirs ; Ballet de L'amour malade, Éd. de la RM, 1931
  - Ballets tome 2 : Ballet d'Alcidine, Ballet des gardes, Ballet de Xerxès, Éd. de la RM, 1933
  - Comédies-Ballets tome 1 : Le mariage forcé, L'amour médecin, Éd. de la RM, 1931
  - Comédies-Ballets tome 2 : Les plaisirs de l'Ile enchantée, la Pastorale comique, le Sicilien, le Grand divertissement royal de Versailles, Éd. de la RM, 1933
  - Comédies-Ballets tome 3 : M. de Pourceaugnac, Le bourgeois gentilhomme, Les amants magnifiques, Éd. de la RM, 1936
  - Motets tome 1 : Miserere mei Deus, Éd. de la RM, 1931
  - Motets tome 2 : Plaude laetare Gallia, Te Deum Laudamus, Dies irae, dies illa, Éd. de la RM, 1935
  - Motets tome 3 : De Profundis, Ave Coeli Munus Supernum, Omnes Gentes, Domine Salvum Fac Regem 1972
  - Opéras tome 1 : Cadmus et Hermione, Éd. de la RM, 1930
  - Opéras tome 2 : Alceste, Éd. de la RM, 1932
  - Opéras tome 3 : Amadis Éd. Lully, 1939

## Éditions critiques
- Stendhal. Vie de Rossini, suivie des Notes d'un dilletante. ed. critique avec préface et notes 2 vol. Champion, 1922
- Seize attitudes de Toscanini dessinées par Lilly Steiner commentées par Henry Prunières, ed. Paul de Montaignac, Paris 1934  — Les commentaires d'Henry Prunières concernent essentiellement Toscanini, son importance, son génie, plutôt que l'œuvre de Lilly Steiner

## Vies romancées
- Les véridiques aventures de Charles Dassoucy, Revue de Paris, 10/1922
- La vie illustre et libertine de Jean-Baptiste Lully, coll. Le roman des grandes existences, ed. Plon, 1929
- Les singulières aventures de M. Dassoucy, Revue musicale 10/1937-8/1938 (publication interrompue par l'approche de la guerre)

## Livrets
- Les Virtuosi de Mazarin, ballet, argument d'Henry Prunières, musique de Claudio Monteverdi, Francesco Cavalli et Luigi Rossi, 1/1916.
- Une fête chez La Pouplinière, ballet, argument d'Henry Prunières, musique italienne d'auteurs inconnus et de Jean-Philippe Rameau arrangée par Alfred Bachelet, 6/1916.
- La chambre bleue, opéra-comique d'après la nouvelle de Prosper Mérimée, livret d'Henry Prunières, musique de Daniel Lazarus, 1937.
- La gitane et la rose, ballet, livret d'Henry Prunières, musique de Carlos Pedrell (en).

## Collections
- Formes et Écoles musicales, collection dirigée par Henry Prunières, avec notamment La musique française de piano, par Alfred Cortot, ed. Rieder
- Les Maîtres du chant collection dirigée par Henry Prunières (voir supra), ed Menestrel

## Collaborations
- Nombreux articles de musicologie, de critique musicale, de théâtre, de concerts, de livres ou d'éditions, parus dans La Revue musicale de 1920 à 1940
- Autres collaborations au Temps (chronique musicale intérim 1936-1937), à la Gazette de Sao Paulo (chronique musicale 1928-1929,) au New York Times (1928-1930), à L'Encyclopédie française (article « Les arts du temps : les tendances actuelles de la musique ») en 1936
- Autres collaborations à : Bulletin de la Société internationale de musicologie, Rivista Musicale Italiana, La Nouvelle Revue française, International Musikgesellschaft, Revue de musicologie, The Musical Times, The Musical Quarterly, La Nacion, Rassagna Musicale, etc.